# Drogheda
Drogheda (Droichead Átha en irlandés, literalmente, 'puente en el vado'), es una de las poblaciones más antiguas de Irlanda. Está ubicada en el corredor Dublín-Belfast de la costa este del país, mayoritariamente en el condado de Louth, pero con unos barrios en el condado de Meath. Cuenta con unos 41.000 habitantes (2016), lo que la convierte en el undécimo asentamiento más grande por población en toda Irlanda. El Patrimonio de la Humanidad de Newgrange se encuentra a 8 km al oeste de la ciudad.
Drogheda se fundó como dos pueblos de dos territorios diferentes, que se administraban por separado: Drogheda-in-Meath y Drogheda-in-Oriel. Esta división se debió a la frontera natural que formaba el río Boyne entre dos reinos irlandeses, frontera que sigue en pie hoy en día en el pueblo con las arquidiócesis de Armagh y de Meath. Los pueblos se unieron en el año 1491.
Últimamente, la economía de la ciudad no depende tanto de sus industrias tradicionales, con un número cada vez mayor de gente empleada en los sectores de la venta menorista, de los servicios y de la tecnología. El pueblo se está convirtiendo en un foco de las artes. También fue elegido para albergar el festival de la música irlandesa An Fleadh Cheoil na hÉireann en los años 2018 y 2019.
La ciudad es conocida por su equipo de fútbol (el Drogheda United) y por ser el lugar de nacimiento de Pierce Brosnan, el famoso actor irlandés que interpretó a James Bond.